# دي جي زاني
دي جي زاني (Dj Zany) أو فقط زاني (Zany) من مواليد 11 مايو 1974 .هو دي جي و منتج أسطوانات هولندي.

## روابط خارجية
- دي جي زاني على موقع ميوزك برينز (الإنجليزية)
- دي جي زاني على موقع أول ميوزيك (الإنجليزية)
- دي جي زاني على موقع ديسكوغز (الإنجليزية)